# Красная новь
Красная новь — радянський літературний журнал, що існував з 1921 по 1941 рік, перший товстий літературний журнал, що з'явився після революції. Виходив спочатку двічі на місяць, потім — щомісяця.
Періодом розквіту «Красної нові» було редакторство Олександра Воронського, який об'єднав кращі молоді сили попутників і друкував найбільш значні твори нової літератури.
Під керівництвом О. К. Воронського при журналі була організована літературна група «Перевал». Її головою був Микола Зарудін. У 1927 році під маніфестом «Перевал» підписалося 56 письменників.